# Administración electoral en la Comunidad Valenciana
La Administración Electoral en la Comunidad Valenciana, es el conjunto de órganos de la Administración electoral de España que velan por la transparencia y objetividad del proceso electoral y el principio de igualdad en el acceso a los cargos públicos en dicho ámbito. Según la Ley Electoral de la Generalidad Valenciana, la administración electoral autonómica la componen las siguientes instituciones:
- Junta Electoral de la Comunidad Valenciana.
- Juntas Electorales Provinciales.
- Juntas Electorales de Zona.
- Mesas electorales.

## Junta Electoral de la Comunidad Valenciana
La Junta Electoral de la Comunidad Valenciana tiene las siguientes competencias:
- Resolver las consultas que elevan las Juntas Electorales Provinciales, y dictar instrucciones en materia de su competencia.
- Resolver las quejas, reclamaciones y recursos que le sean dirigidos de acuerdo con esta ley, o con cualesquiera otras disposiciones que le atribuyan esta competencia.
- Ejercer la jurisdicción disciplinaria sobre todas las personas que intervengan con carácter oficial en las operaciones electorales.
- Determinar y declarar en las elecciones a Cortes Valencianas qué candidaturas han obtenido un número de votos superior al 5% de los emitidos en la Comunidad Valenciana, como requisito previo imprescindible para la proclamación de candidatos electos por las Juntas Electorales Provinciales respectivas, las cuales a estos efectos deberán comunicar a la Junta Electoral de la Comunidad Valenciana el resultado del escrutinio, inmediatamente después de haberse efectuado.
- Corregir las infracciones que se produzcan en el proceso electoral, siempre que no sean reservadas a los tribunales y otros órganos, e imponer multas hasta la cantidad máxima prevista en la Ley Electoral Valenciana.
- En caso de concurrencia de elecciones, en infracciones que no sean claramente definitorias de un proceso electoral, sino comunes a todos los procesos electorales en curso, la competencia establecida de carácter disciplinario y sancionador será cedida en favor de la Junta Electoral Central.
- Aplicar y garantizar el derecho de uso gratuito de espacios a los medios de comunicación de propiedad pública, en el supuesto previsto en el artículo 32 de la Ley Electoral Valenciana, y en general garantizar el ejercicio de las libertades públicas durante el proceso electoral.
- Las otras funciones que le encomiendo la ley u otra clase de normas en materia electoral.

La Junta Electoral de la Comunidad Valenciana es un órgano permanente y está compuesta por:
- Presidente: corresponderá al Presidente del Tribunal Superior de Justicia de la Comunidad Valenciana.
- Vicepresidente/a: que será elegido entre los vocales de origen judicial en la sesión constitutiva de la Junta, convocada por su secretario.

Vocales:
- Tres magistrados del Tribunal Superior de Justicia de la Comunidad Valenciana, designados por sorteo efectuado delante del presidente del mencionado Tribunal. Se excluirán del sorteo en todo caso los magistrados susceptibles de conocer el posible contencioso electoral.
- Tres Catedráticos o Profesores Titulares de Derecho, en activo, de las Universidades Valencianas, designados a propuesta conjunta de los partidos, federaciones, coaliciones o agrupaciones de electores con representación en las Cortes Valencianas.
- El Secretario de la Junta Electoral de la Comunidad Valenciana será el Letrado Mayor de las Cortes Valencianas. Participa con voz pero sin voto en sus deliberaciones, y custodia la documentación correspondiente a la Junta Electoral.

Además de estos, también participará con voz pero sin voto en la Junta Electoral de la Comunidad Valenciana un representante de la Oficina del Censo Electoral, designado por su director. 
La forma en que son nombrados los miembros de la Junta es mediante Decreto del Consejo, que se publica en el Diario Oficial de la Comunidad Valenciana.
- Datos: Q17620186